# Arremonops tocuyensis
El cerquero de El Tocuyo (Arremonops tocuyensis), también denominado curtío del Tocuyo o pinzón de Tocuyo, es una especie de ave paseriforme de la familia Passerellidae endémica del noroeste de Sudamérica. Recibe su nombre por la localidad donde se recolectó el ejemplar tipo Tocuyo de la Costa.

## Distribución y hábitat
Se encuentra únicamente en la región costera fronteriza entre Colombia y Venezuela.